# Barrio (Hermandad de Campoo de Suso)
Barrio es una localidad del municipio de la Hermandad de Campoo de Suso, de 75 habitantes en 2012. Está a 950 m s. n. m. y dista 1 kilómetro de la capital municipal. De su patrimonio destaca la iglesia del siglo XVIII.
En Barrio hay alojamiento rural.

## Paisaje y naturaleza
En el entorno de Barrio, el elemento natural más destacado son las extensas praderías que rodean al pueblo, en especial por la parte norte y este, hasta las orillas del Híjar. En dirección oeste, hacia el pueblo de Naveda, las fincas se delimitan por cajigas, formando un curioso paisaje mixto de bosques y prados.

## Patrimonio histórico
La iglesia de Santa Juliana data del siglo XVII. Es un edificio desornamentado, en el que el elemento más llamativo tal vez sea la torre campanario de proporciones algo achaparradas, con dobles troneras en los cuatro frentes de su piso superior. En el interior se conserva una interesante virgen sedente gótica, del siglo XV.
En Barrio es muy buena la arquitectura tradicional, que forma conjuntos de gran calidad estética, en especial alrededor de la iglesia y en la agrupación que hay al final de la calle de la Churra. Destaca la gran variedad de portaladas existentes, que presentan varios tipos. Las hay adinteladas, de un solo arco (bien de medio punto, bien de medio punto rebajado), mixtas (con el arco principal y puerta dintelada) e, incluso, una doble, curioso tipo del que tenemos un ejemplar único en una casa en la calle del Callejón. En lo decorativo, la austeridad es la nota dominante, y tan solo se reduce a las molduras de la cornisa y a los remates de bolas, pirámides y cruces de tradición herreriana, casi todas datan de los siglos XVII y XVIII.
- Datos: Q5720158